# Lokomotiv Jaroslavl'

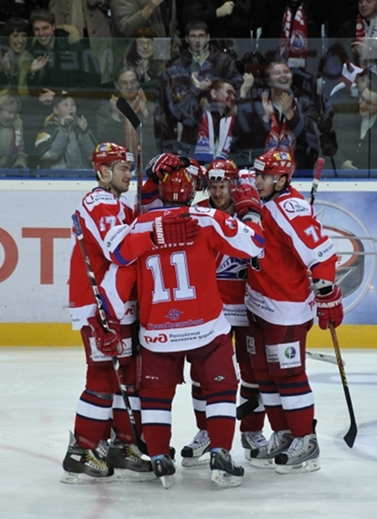
Lokomotiv Jaroslavl durante il campionato del 2009

Il Lokomotiv Jaroslavl' (in russo Локомотив Яросла́вль Lokomotiv Yaroslávlʹ) è una squadra professionista russa di hockey su ghiaccio della città di Jaroslavl' che milita nella Kontinental Hockey League (KHL). Il nome della squadra deriva dal suo proprietario, le Ferrovie russe, l'operatore ferroviario nazionale..

## Storia
Genericamente il team giocava nella classe "A" della second league nell'era sovietica, venne promossa nella classe "A" della first league nel 1983-1984. Conosciuto all'epoca come Torpedo Yaroslavl, grazie al coach Sergej Alekseyevich Nikolaev ebbe un moderato successo. Vinse il primo campionato russo (la Russian Superleague) nel 1997, sotto la guida del coach Petr Vorobev. In seguito (tra il 2001 ed il 2002) la squadra si trasferì dall'Avtodizel Arena all'Arena 2000 dove ha vinto altri due titoli, nel 2002 e nel 2003, con l'allenatore Vladimír Vujtek che a fine della seconda stagione lasciò la panchina.

### Incidente aereo del 2011
Il 7 settembre 2011 l'aeroplano che trasportava la squadra a Minsk per la prima partita di campionato si è schiantato: tutti i membri della squadra e dello staff tecnico sono deceduti nell'incidente.
Dopo l'incidente che cancellò la squadra, il team ha annunciato il ritiro dalla partecipazione alla stagione 2011-12 della KHL prendendo invece parte, per quella stagione, alla VHL, la Lega di secondo livello. Tornò in KHL l'anno successivo, dove, per volontà della Lega, verrà automaticamente qualificata per i playoff indipendentemente dal risultato ottenuto in regular season e potrà inoltre schierare un maggior numero di giocatori stranieri rispetto a quanto imposto alle squadre di KHL.

## Denominazione
Il team dalla sua fondazione ha cambiato più volte nome:
- Lokomotiv Yaroslavl (1949–1955)
- Spartak Yaroslavl (1955–1956)
- Khimik Yaroslavl (1956–1957)
- HC YMZ Yaroslavl (1959–1963)
- Trud Yaroslavl (1963–1964)
- Motor Yaroslavl (1964–1965)
- Torpedo Yaroslavl (1965–2000)
- Lokomotiv Yaroslavl (dal 2000)

## Record stagione per stagione in KHL
| Campione KHL | Campione di Conference | Campione di Division |

| Stagione             | V  | OTL | SOL | P  | Punti | Playoff                                                                                      | Risultato |
| -------------------- | -- | --- | --- | -- | ----- | -------------------------------------------------------------------------------------------- | --- |
| Lokomotiv Jaroslavl' |    |     |     |    |       |                                                                                              | |
| 2008-09              | 32 | 4   | 7   | 13 | 111   | Vince il turno preliminare Vince i quarti Vince le semifinali Perde le finali                | Lokomotiv 3, Neftechimik 1 Lokomotiv 3, Spartak Mosca 0 Lokomotiv 4, Metallurg Magnitogorsk 1 Ak Bars Kazan'4, Lokomotiv 3 |
| 2009-10              | 26 | 5   | 8   | 17 | 96    | Vince i quarti di Conference Vince le semifinali di Conference Perde le finali di Conference | Atlant Mytišči 1, Lokomotiv 3 Lokomotiv 4, Spartak Mosca 3 MVD 4, Lokomotiv 3                                              |
| 2010-11              | 33 | 2   | 5   | 14 | 108   | Vince i quarti di Conference Vince le semifinali di Conference Perde le finali di Conference | Lokomotiv 4, Dinamo Minsk 3 Lokomotiv 4, Dinamo Riga 1 Lokomotiv 2, Atlant Mytišči 4                                       |
| 2011-12              |    |     |     |    |       |                                                                                              | Non partecipante a causa dell'Incidente aereo della Lokomotiv Jaroslavl'                                                   |
| 2012-13              | 24 | 10  | 0   | 18 | 92    | Perde i quarti di Conference                                                                 | Lokomotiv 2, Severstal' Čerepovec 4                                                                                        |
| 2013-14              | 23 | 5   | 5   | 21 | 84    | Vince i quarti di Conference Vince le semifinali di Conference Perde le finali di Conference | Dinamo Mosca 3, Lokomotiv 4 SKA San Pietroburgo 2, Lokomotiv 4 Lev Praga 4, Lokomotiv 1                                    |
| 2014-15              | 24 | 8   | 9   | 19 | 97    | Perde i quarti di Conference                                                                 | Dinamo Mosca 4, Lokomotiv 2                                                                                                |
| 2015-16              | 37 | 6   | 2   | 15 | 125   | Perde i quarti di Conference                                                                 | Lokomotiv 1, SKA San Pietroburgo 4                                                                                         |
| 2016-17              | 34 | 4   | 6   | 18 | 110   | Vince i quarti di Conference Vince le semifinali di Conference Perde le finali di Conference | Lokomotiv 4, Dinamo Minska 1 CSKA Mosca 2, Lokomotiv 4 SKA San Pietroburgo 4, Lokomotiv 0                                  |

## Palmarès

### Competizioni nazionali
- Superliga: 3

1996-1997, 2001-2002, 2002-2003
- Divizion Charlamova: 1

2008-2009
- Divizion Tarasova: 1

2010-2011